# Palais de Mondragón

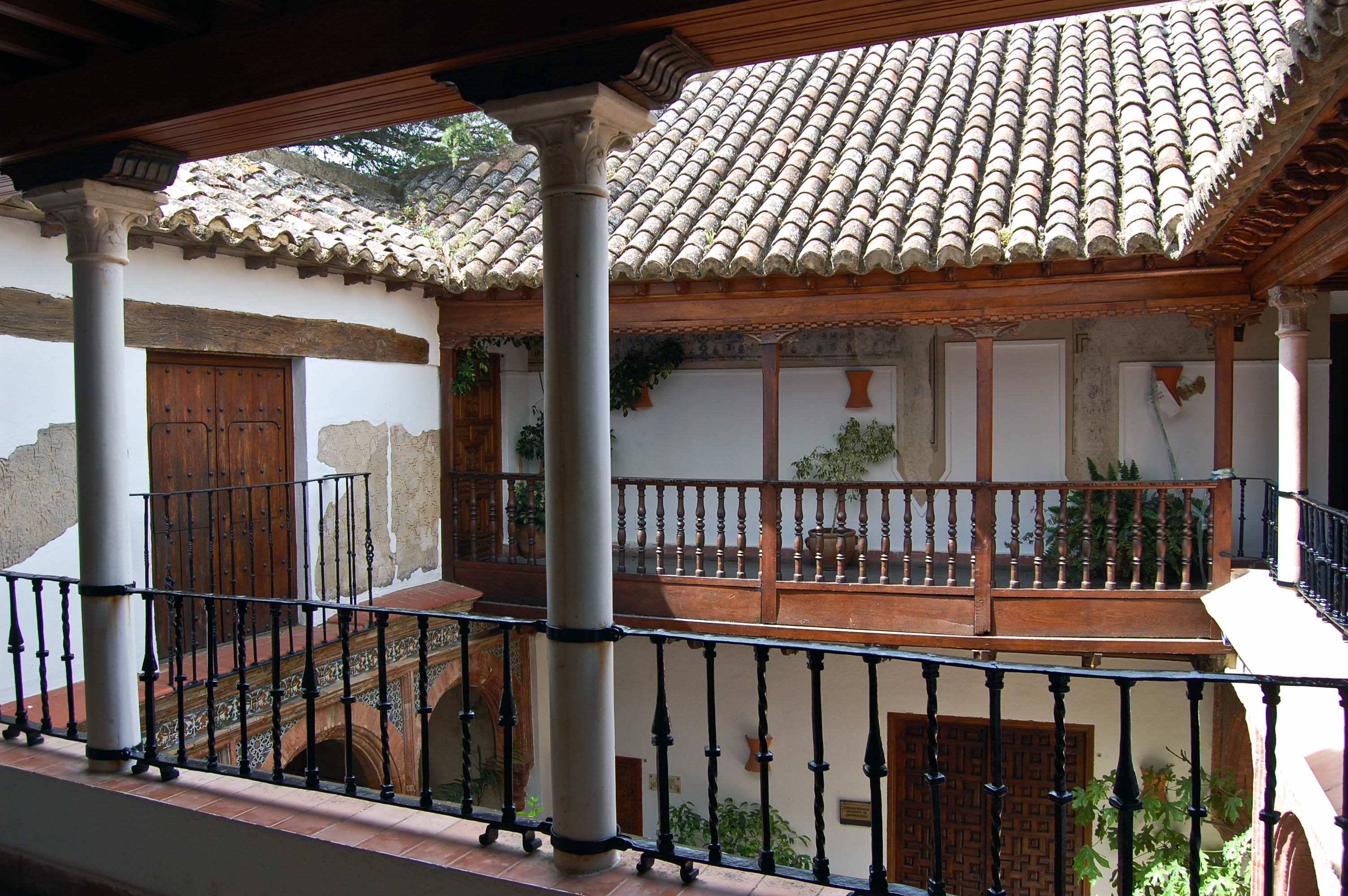
Patio du palais.

Le palais de Mondragón, aussi connu comme palais du marquis de Villasierra, est un bâtiment mudéjar-renaissance situé dans le centre historique de la ville de Ronda, en Andalousie (Espagne). Il héberge depuis 2006 le Musée Municipal de Ronda.

## Musée de Ronda
La Mairie de Ronda a acheté le Palais de Mondragón en 1975 pour le convertir en musée. Pendant les 1980 et 1990 ont été réalisés les travaux. Ensuite sont installées les premières salles, mais ce n'est qu'en 2006 que s'ouvrent les salles visitables actuellement.